# Деревня Утка
«Деревня Утка» — советский детский фильм-сказка 1976 года.

## Сюжет
Восьмилетняя школьница Оля (Оксана Дубень) на летние каникулы приезжает к бабушке, в деревню Утка. Бабушка иногда рассказывает про таинственных существ, которых она именует шишка́ми, а её сосед — чертями. В деревне скучно, и Оля расспрашивает бабушку про шишков. Вскоре девочке самой приходится познакомиться с шишком, который живёт в доме бабушки. Шишок (Ролан Быков) оказывается добрым существом, которого огорчает то, что дети, взрослея, перестают его замечать.
Сдружившись, Оля с Шишком хотели было отправиться в Шотландию, в гости к его другу — шотландскому шишку Брауни (Георгий Милляр), но «машина счастья» (она же машина для путешествий или для стирки белья), на которой они хотели туда отправиться, неожиданно разваливается, после того как Шишок вытаскивает из неё единственный гвоздь. Когда приходит пора уезжать, дядя Оли хочет забрать в город бабушку, но в последний момент она раздумывает ехать. Шишок не хочет жить в пустом доме, но не зная, что бабушка не поехала, отправляется в город вместе с Олей.
В городе Шишок поселяется в квартире Оли. Так как чердака в квартире нет, ему приходится размещаться то на антресолях, то во встроенном шкафу. В последний день каникул Шишок и Оля идут в парк культуры и отдыха, где случайно встречают Брауни, который приехал из Шотландии на научный симпозиум в качестве эксперта по необъяснимым явлениям. Они заходят в гости к соседу Оли — профессору, который не признаёт существование шишков, что не мешает ему хорошо погулять со своими гостями. В итоге загадочный и немного странный профессор и сам оказывается шишком, в чём поначалу не хотел признаваться.
В конце фильма Шишок возвращается обратно в деревню — в дом, где осталась жить бабушка Оли.

## В ролях
- Ролан Быков — Шишок
- Оксана Дубень — Оля
- Евдокия Алексеева — бабушка Оли
- Елена Санаева — Таисия, мама Оли
- Александр Потапов — дядя Альберт
- Вадим Захарченко — Прохор
- Георгий Милляр — мистер Брауни
- Вадим Александров — профессор (озвучивает Василий Ливанов)
- Сергей Ремизов — Евгений, папа Оли
- Инна Выходцева — продавщица

## Съёмки
Деревенские сцены фильма снимались в 1975 году в Карелии в посёлке Гирвас и соседней старинной деревне Святнаволок, жители Гирваса и Святнаволока размещали артистов и членов съёмочной группы в своих домах, предоставляли деревенский реквизит и снимались в массовке, даже чёрная кошка, полноправный герой фильма, была из деревни Святнаволок.